# 2MASX J16333757+3915559
2MASX J16333757+3915559 ist eine Galaxie im Sternbild Herkules am Nordsternhimmel. Sie ist schätzungsweise 807 Millionen Lichtjahre von der Milchstraße entfernt und hat einen Durchmesser von etwa 13.000 Lichtjahren. Vom Sonnensystem aus entfernt sich das Objekt mit einer errechneten Radialgeschwindigkeit von näherungsweise 17.900 Kilometern pro Sekunde.
Im selben Himmelsareal befinden sich unter anderem die Galaxien IC 4611, IC 4612, PGC 2145942, PGC 2147245.